# Pekka Ruokanen
Pekka Ruokanen (ur. 10 września 1986 Rovaniemi) – fiński snowboardzista. Nigdy nie startował na mistrzostwach świata w snowboardzie, ani na igrzyskach olimpijskich. Najlepsze wyniki w Pucharze Świata osiągnął w sezonie 2005/2006, kiedy to zajął 69 w klasyfikacji generalnej, a w klasyfikacji big air był siódmy. Jest mistrzem świata juniorów w Big Air z 2004 r.

## Sukcesy

### Puchar Świata

#### Miejsca w klasyfikacji generalnej
- 2003/2004 - -
- 2004/2005 - -
- 2005/2006 - 69.
- 2006/2007 - 263.
- 2007/2008 - 305.

#### Miejsca na podium
1. Winterberg – 28 stycznia 2006 (Big Air) - 2. miejsce